# المسجد العباسي
المسجد العباسي أحد أقدم وأشهر المساجد التي بنيت في بورسعيد في مصر، حيث أنشىء سنة 1322هـ الموافق سنة 1904 م في عهد خديوي مصر عباس حلمي الثاني، ويعد أحد الآثار الإسلامية المسجلة ببورسعيد ويقع في حي العرب.

## تاريخ المسجد
أنشىء المسجد سنة 1904 م ليكون بذلك ثاني المساجد ببورسعيد بعد المسجد التوفيقي -أقدم مساجد المدينة- وذلك كنتيجة للنمو المتسارع في عدد السكان ببورسعيد والحاجة إلى إنشاء مسجد جديد يستوعب أعداد المصلين، استمد المسجد العباسي اسمه من اسم خديوي مصر آنذاك عباس حلمي الثاني، ويمثل المسجد العباسي حقبة تاريخية معمارية مميزة حيث أقامه الخديوي عباس ضمن 102 مسجد على هذا الطراز في مختلف المحافظات.
خضع المسجد للعديد من التجديدات منذ نشأته بواسطة وزارة الأوقاف التي يتبعها المسجد كان آخرها عام 2000، وقد تم تسجيل المسجد كأثر بعد مرور مئة عام على انشائه.